# Ledomyia eminens
Ledomyia eminens är en tvåvingeart som beskrevs av Fedotova och Vasily S. Sidorenko 2005. Ledomyia eminens ingår i släktet Ledomyia och familjen gallmyggor. Inga underarter finns listade i Catalogue of Life.